# Робокоп (мультсериал)
«Робокоп» (англ. RoboCop: The Animated Series) — американский анимационный сериал, выпущенный в 1980-х годах Marvel Productions на основе одноимённой серии фильмов. Мультфильм транслировался как часть программного блока Marvel Action Universe. Сериал был анимирован AKOM Productions.
Право собственности на сериал перешло к компании Disney в 2001 году, когда Disney приобрела Fox Kids Worldwide, в которую также входит Marvel Productions. Но к сожалению сериал недоступен на Disney+.
Шоу внесло ряд изменений во все оружия «Робокопа», чтобы сделать его более подходящим для детской аудитории, включая замену пулей лазерным оружием и смещение сериала до более научной фантастики. В этой серии у Робокопа был красный свет посреди его козырька на шлеме.

## Сюжет
События мультсериала идут после фильма 1987 года. Киборг-полицейский Алекс Мёрфи (Робокоп) борется за спасение города от преступников, а иногда борется за восстановление своего доброго имени и полезности. Многие эпизоды демонстрируют репутацию Робокопа, которую тестируют или поглощают вмешательства доктора Макнамара, создателя ED-260, обновляемой версии серии ED-209 и ведущего конкурента за финансовую поддержку OCP.

## Количество эпизодов
| Nº | Название                                | Дата выхода      |
| --- | --------------------------------------- | ---------------- |
| 1 | «Криминальная волна»                    | октябрь 1, 1988  |
| Доктор Макнамара нанимает очень опасную банду, вандалов, чтобы вызвать массовые криминальные волны в Старом Детройте. Если Робокоп не сможет остановить эту угрозу, доктор Макнамара развяжет своё оружие ED-260 на улицах Старого Детройта.                                      |                                         |                  |
| 2 | «Шифратор»                              | октябрь 8, 1988  |
| Бывший член OCP, стал преступником, взламывающим систему управления Робокопа и сбегающий из тюрьмы с помощью промытого мозгом Робокопа. Преступники контролируют Робокопа и дают ему миссию по убийству лидера OCP.                                                               |                                         |                  |
| 3 | «Проект Смертоспоры»                    | октябрь 15, 1988 |
| Эксперимент OCP Пректа смерти идёт ужасно неправильно. Он убегает в канализацию и улицы Старого Детройта и питается энергией города и силой Робокопа. |                                         |                  |
| 4 | «Братство»                              | октябрь 22, 1988 |
| Робокоп встречает Ку-клукс-клан - как высокотехнологичную преступную банду, которая называет себя «Братством». Их цель - уничтожить всех роботов и киборгов в Старом Детройте с помощью высокотехнологичного шара, который вызывает ошибки в роботах и программировании киборгов. |                                         |                  |
| 5 | «Человек в железном костюме»            | октябрь 29, 1988 |
| Доктор Макнамара создаёт железный костюм, который будет намного превосходить Робокопа. Он сажает лейтенанта Хеддека в костюм, чтобы бросить вызов Робокопу и доказать Старому, что его продукт намного превосходит его.                                                           |                                         |                  |
| 6 | «Горячее сиденье»                       | ноябрь 5, 1988   |
| Доктор Макнамара освобождает вандалов из тюрьмы и нанимает их, чтобы похитить зарядное кресло Робокопа; без него Робокоп будет куском хлама. |                                         |                  |
| 7 | «Отсутствие новостей - хорошая новость» | ноябрь 12, 1988  |
| Доктор Макнамара саботирует новый танк OCP, AV7 и даёт ему приказ атаковать людей старого Детройта. Коррумпированный репортёр пытается «опорочить» Робокопа, но сталкивается с рядом препятствий в этом процессе.                                                                 |                                         |                  |
| 8 | «Ночь лучника»                          | ноябрь 19, 1988  |
| Робокоп исследует человека по имени Арчер, который играет Робин Гуда, когда он крадёт деньги у богатых и даёт их бедным из старого Детройта. |                                         |                  |
| 9 | «Грохотание в Старом Детройте»          | ноябрь 26, 1988  |
| Развязывается война банд, когда тайник незаконного оружия был украден из полицейского участка. Бандиты атакуют друг друга и единственный, кто может остановить их войну, - это ... Робокоп.                                                                                       |                                         |                  |
| 10 | «Месть робота»                          | декабрь 3, 1988  |
| Робокоп и Энн Льюис назначаются для защиты лидеров Ближнего Востока принца Саура и Илмара, когда они заключают мирный договор. Два террориста отправили ED-260, чтобы убить двух лидеров.                                                                                         |                                         |                  |
| 11 | «В пустыне»                             | декабрь 10, 1988 |
| Робокоп пытается закрыть завод OCP, который загрязняет воду и окружающую среду. |                                         |                  |
| 12 | «Угроза разума»                         | декабрь 17, 1988 |
| Амулет опасной микросхемы появляется на чёрном рынке. Робокоп обнаруживает, что лидером банды, который продаёт амулет, является Кларенс Боддикер, ответственный за смерть Алекса Мёрфи.                                                                                           |                                         |                  |

## Выход для домашнего просмотра
В 1991 году три эпизода сериала были выпущены как индивидуальные тома для NTSC и VHS, которые были распространены под значком «Marvel Video!». Были эпизоды: «Человек в железном костюме!» (том 1), «Криминальная волна» (том 2) и «Месть робота» (том 3).
18 февраля 2008 года Jetix Films UK выпустила полную серию в 3-х дисковых коробках, содержащих все 12 эпизодов.

### Выход наDVD

#### Великобритания
В 2000-х компания Maximum Entertainment (по лицензии Jetix) выпустила в Великобритании несколько DVD-дисков с мультсериалом «Робокоп» на DVD для второго региона.
| Название                                | Эпизоды | Первый регион | Второй регион    | Четвёртый регион | Примечания |
| --------------------------------------- | ------- | ------------- | ---------------- | ---------------- | ---------- |
| Робокоп - Том 1                         | 1–5     | -             | 30 августа 2004  | -                |            |
| Action Man/RoboCop/Conan the Adventurer | -       | -             | 20 сентября 2004 | -                |            |
| Робокоп - Том 2 (The Hot Seat)          | 6–7     | -             | 4 апреля 2005    | -                |            |
| RoboCop - Part Man, Part Machine        | -       | -             | 4 июня 2007      | -                |            |
| Transformers/MASK/RoboCop               | -       | -             | 16 июля 2007     | -                |            |
| RoboCop - The Complete Series           | -       | -             | 11 февраля 2008  | -                |            |

## Факты
Мультериал дал сценаристам больше возможностей для развития центральных персонажей и расширения аспекта человеческого интереса за счёт введения нового персонажа Гаджета.